# Посягання на життя працівника правоохоронного органу
Посягання на життя працівника правоохоронного органу, члена громадського формування з охорони громадського порядку і державного кордону або військовослужбовця — злочин проти авторитету влади.
- Основним об'єктом злочину є нормальна службова діяльність працівників правоохоронних органів, їх авторитет, встановлений порядок охорони громадського порядку. Додатковим обов'язковим об'єктом є життя зазначених у статті осіб. Потерпілим можуть бути працівник правоохоронних органів, його близький родич (тобто батьки — діти, бабуся і дідусь — онуки, брати і сестри, чоловік — дружина), член громадського формування з охорони громадського порядку і державного кордону, військовослужбовець. Норма, передбачена цією статтею, є спеціальною відносно п.8 ч.2 ст. 115. Якщо відбувся замах на вбивство або відбулося вбивство державного чи громадського діяча, вчинене кваліфікується за 112 статтею ККУ.
- Суб'єкт злочину — осудна особа, яка досягла 14 років.
- Об'єктивна сторона злочину характеризується посяганням на життя зазначених осіб — вбивством або замахом на вбивством. Обов'язковою ознакою є те, що вчинення злочину пов'язане з виконанням цими особами своїх службових обов'язків чи з його діяльністю, пов'язаною з охороною громадського порядку. Злочин є закінченим з моменту настання смерті або вчинення діяння, яке утворює замах на вбивство. Цей замах охоплюється ст. 348 і посилання на ст. 15 не потребує.
- Суб'єктивна сторона злочину характеризується умислом, який включає усвідомлення винним специфічних ознак потерпілої особи та зв'язку посягання з його діяльністю. Крім того, для кваліфікації за ст. 348 має бути присутнім мотив: перешкодити службовій діяльності потерпілого або помститись за таку діяльність у минулому. Якщо злочин вчиняється з іншим мотивом (хуліганським, корисливим, з мотивів особистої неприязні тощо), відповідальність за 348 статтею виключається.

Злочин визнається особливо тяжким і карається позбавленням волі на строк від дев'яти до п'ятнадцяти років або довічним позбавленням волі.
Відповідальність за аналогічні злочини містяться у § 2 (пункт 4) Глави 21 Кримінального кодексу Фінляндії, ст. 221-4 Кримінального кодексу Франції (пункт 4), статті 362 Кримінального кодексу Білорусі, статті 317 Кримінального кодексу Російської Федерації. При цьому в Таджикистанському кримінальному кодексі даний злочин відсутній і кваліфікується за відповідним підпунктом частини статті, яка передбачає відповідальність за умисне вбивство. За даний злочин встановлюється переважно найсуворіші кримінальні покарання: великі терміни позбавлення волі, довічне позбавлення волі або смертна кара (якщо такі покарання існують).